# Time (chanson d'Izabo)
Pour les articles homonymes, voir Time.
Time (Temps), est la chanson du groupe israélien Izabo qui représente Israël au Concours Eurovision de la chanson 2012 à Bakou, en Azerbaïdjan.

## Eurovision 2012
La chanson est présentée le 1er mars 2012 à la suite d'une sélection interne. Elle est jouée pour la première fois devant un public lors d'un concert à Tel Aviv le 2 mars 2012.
Elle participe à la première demi-finale du Concours Eurovision de la chanson 2012, le 22 mai 2012.